# 大旋風
『大旋風』（だいせんぷう）は、1989年5月にタイトーから稼働されたアーケード用縦スクロールシューティングゲーム。開発は東亜プランが行っている。日本国外では『Twin Hawk』のタイトルで稼働された。
タイトルの「大旋風」は、自機が所属する部隊の名称である。
1990年にはメガドライブ、PCエンジンに移植され、1991年にはPCエンジンCD-ROM²に移植され『大旋風カスタム』のタイトルで発売された。
メガドライブ版はゲーム誌『ファミコン通信』の「クロスレビュー」にてシルバー殿堂入りを獲得した。
曲は『ダッシュ野郎』の太田理が担当したが、音源は同時期の東亜プラン作品ではおなじみだったYM3812ではなくYM2151を使用した。

## ゲーム内容

### システム
8方向レバー、2ボタン（ショット、ヘルパー）で自機を操作する。
開発元が同じであるシューティングゲーム『タイガーヘリ』（1985年）や『スラップファイト』（1986年）と同様、空中の敵機が一切登場せず、敵は地上の戦車のみ。また、左右スクロールもない。代わりに、敵の戦車は大型になればなるほど破壊しにくくなる上に、スクロールが進むにつれ大型戦車が相次いで登場するため、難易度が上がる。
ラスボスである敵の要塞（超大型戦車）を破壊すると、ゲームクリア。但し、マップは1つしかないため、クリア後はゲームスタート時と同じマップが展開される。とは言え、敵の戦車は全体的に砲弾のスピードが速くなっているため避けにくく命中率も下がるため、難易度は更に上がる。
明確な面の区切りは存在しないが、BGMとボス戦の存在で区切れる全4面仕様となっている。

### ヘルパー
ボンバーに替わる本作独自のシステム。
ヘルパーボタンを1回押すと、画面下から6機の支援機（ヘルパー）が出現し、フォーメーションを組んでショットを連射する。
ヘルパーは敵弾を1発喰らうと、墜落際に画面前方に特攻する。また、ヘルパーボタンを再度押すことで、全てのヘルパーが特攻する。それ以外の時間制限などは存在しないため、例えば画面前方に陣取る等、ヘルパーに敵弾が向かわないようにプレイすることで、高い攻撃力を長時間維持する事ができる。
ヘルパーがフォーメーションを組む前にヘルパーボタンを押すと、ヘルパーが消滅し、自機前方にボンバーが放たれる。
ゲームの攻略法としてもヘルパーを出現させて自機は画面上部で戦うという方法が有効になっており、緊急時以外はボンバーではなくヘルパーを使う方が合理的。

### アイテム
- パワーアップ（P）

自機が1段階パワーアップする。ショット1回の射出で複数の弾が出るようになる。被弾してプレイヤーの機体が破壊されるとパワーアップの能力はクリアされる。
- ヘルパー（H）

ヘルパーを使える数がストックされる。最大2個までストック可能。
- 1UP

プレイヤーの残数が1機増える。
残りヘルパーが少ないほどストックアイテムが登場しやすいので、惜しまずに使用することが適切な攻略法である。

### 日本国外版
2人協力プレイ及び途中参加も可能になっており、ミス後も一定地点まで戻ることなく、その場で復活する。

## ストーリー

### アーケード版・PCエンジン版
193X年、ファシストによるR国征服計画の実験モデル地区として、オアシスから発展した小都市S市がファシスト軍に狙われた。ファシスト軍は計画を隠蔽するために生活用水や食料にある薬を混ぜ、S市の人々を少しずつ無気力にしていった。この状況を不審に思った少数の人々は事態を外部に知らせようとしたが、伝達策は全てファシスト軍に暴露してしまう。
彼らは最後の手段として、選ばれた精鋭がファシスト軍の目の届かない森の中に簡易基地を建設し、反征服飛行隊「大旋風」を結成した。しかし、基地は完成寸前にファシスト軍に発見されてしまう。基地の完成を待たず、「大旋風」は出撃していった。

### メガドライブ版
オイローパ大陸全土を巻き込んだ大戦が終結し、五年の歳月が経過していた。最も苛烈な戦場となったゴロンゴ国でも戦後復興が進んでいた。しかし、ゴロンゴ軍を統括する大将軍ジョバンニが反乱を起こし、ゴロンゴ南方のポポ島にて、独立国「ファンガニア」の建国を宣言。ゴロンゴに対する武力侵攻を開始した。交通の要所である小都市クスカを皮切りに、ゴロンゴの各都市は次々と襲撃されていった。ブラッド大統領はゴロンゴ政府軍に反撃を命したが、最新鋭の兵器で武装したファンガニア軍には歯が立たず、半年後には国境近くの山脈地帯に追い詰められてしまう。
政府軍はファンガニア軍の目を盗み、建設が進められていた秘密基地へと脱出する。その基地では、最後の望みとなる特別飛行隊｢大旋風｣が猛訓練を行っていた。しかし、基地は未完成状態でファンガニア軍に発見されてしまう。未だ訓練が十分ではない「大旋風」は、ゴロンゴ国民の願いを受け、敵の絶対勢力圏へと緊急発進した。

## 移植版
| No. | タイトル                                | 発売日               | 対応機種                                                    | 開発元                | 発売元                                   | メディア                                | 型式      | 売上本数 | 備考                                                                      |
| --- | --------------------------------------- | -------------------- | ----------------------------------------------------------- | --------------------- | ---------------------------------------- | --------------------------------------- | --------- | -------- | ------------------------------------------------------------------------- |
| 1   | 大旋風 Twin Hawk                        | 1990年6月23日 1990年 | メガドライブ                                                | 東亜プラン            | セガ                                     | 4メガビットロムカセット                 | G-4034    | -        |                                                                           |
| 2   | 大旋風                                  | 1990年12月14日       | PCエンジン                                                  | 東亜プラン            | NECアベニュー                            | 4メガビットHuCARD                       | NAPH-1014 | -        |                                                                           |
| 3   | 大旋風カスタム                          | 1991年7月26日        | PCエンジンCD-ROM²                                           | 東亜プラン            | NECアベニュー                            | CD-ROM                                  | NAPR-1019 | -        |                                                                           |
| 4   | 大旋風                                  | 2022年12月22日       | イーグレットツー ミニ                                       | 瑞起 （本体の開発元） | タイトー                                 | SDカード                                | -         | -        | アーケード版の移植 別売の追加SDカード「アーケードメモリーズVol1」に収録。 |
| 5   | Amusement Arcade TOAPLAN                | INT 2024年11月16日   | iOS Android                                                 | TATSUJIN              | TATSUJIN                                 | ダウンロード （App Store、Google Play） | -         | -        | アーケード版の移植 東亜プラン制作のゲーム25本をカップリング。             |
| 6   | 東亜プラン アーケードコレクション VOL 2 | INT 2025年8月28日    | Nintendo Switch PlayStation 4 PlayStation 5 Xbox Series X/S | Bitwave Games         | シティコネクション INT Clear River Games | ダウンロード                            | -         | -        | アーケード版の移植                                                        |

メガドライブ版
- セガから発売された。

PCエンジン（HuCARD）版
- NECアベニューから発売された。移植には東亜プランの太田俊昭が関わっている[6]。

PCエンジンCD-ROM2版
- 『大旋風カスタム』というタイトルで、NECアベニューから発売された。前作のHuCARD版やメガドライブ版に比べて、CD-ROMならではの迫力のアレンジサウンドや新たなボスキャラも加わり攻撃もさらに激化されている[7]。

## 評価
アーケード版
月刊誌『ゲーメスト』（新声社）誌上で行われていた「第3回ゲーメスト大賞」（1989年度）において、年間ヒットゲームで40位を獲得した。
メガドライブ版
ゲーム誌『ファミコン通信』の「クロスレビュー」では合計30点（満40点）でシルバー殿堂入りを獲得、『メガドライブFAN』の読者投票による「ゲーム通信簿」での評価は以下の通りとなっており、16.85点（満30点）となっている。
| 項目 | キャラクタ | 音楽 | 操作性 | 熱中度 | お買得度 | オリジナリティ | 総合  |
| 得点 | 2.80       | 2.78 | 2.97   | 2.97   | 2.66     | 2.67           | 16.85 |

PCエンジン（HuCARD）版
ゲーム誌『ファミコン通信』の「クロスレビュー」では合計で23点（満40点）、『月刊PCエンジン』では80・70・75・70・75の平均74点（満100点）、『マル勝PCエンジン』では7・7・7・6の合計27点（満40点）、『PC Engine FAN』の読者投票による「ゲーム通信簿」での評価は以下の通りとなっており、20.39点（満30点）となっている。また、この得点はPCエンジン全ソフトの中で310位（485本中、1993年時点）となっている。
| 項目 | キャラクタ | 音楽 | 操作性 | 熱中度 | お買得度 | オリジナリティ | 総合  |
| 得点 | 3.42       | 3.28 | 3.57   | 3.65   | 3.26     | 3.21           | 20.39 |

PCエンジンCD-ROM²版『大旋風カスタム』
ゲーム誌『ファミコン通信』の「クロスレビュー」では合計で25点（満40点）、『月刊PCエンジン』では70・75・75・80・70の平均74点（満100点）、『PC Engine FAN』の読者投票による「ゲーム通信簿」での評価は以下の通りとなっており、19.43点（満30点）となっている。また、この得点はPCエンジン全ソフトの中で369位（485本中、1993年時点）となっている。同雑誌1993年10月号特別付録の「PCエンジンオールカタログ'93」では、「Huカードで発売された『大旋風』のCD-ROM²版。違いは、音楽の質がよくなったことと、オリジナルボスキャラが追加されたことだ。Huカード版に比べて値段が安いので、買うならこちらの方がお得だ」と紹介されている。
| 項目 | キャラクタ | 音楽 | 操作性 | 熱中度 | お買得度 | オリジナリティ | 総合  |
| 得点 | 3.26       | 3.43 | 3.35   | 3.22   | 2.96     | 3.22           | 19.43 |